# Мы можем! (Хорватия)
Мы можем! — Политическая платформа (хорв. Možemo! – politička platforma) — левая зелёная политическая партия в Хорватии, созданная местными зелёными и левыми движениями и инициативами для участия в выборах в Европейский парламент и парламент на национальном уровне. Центральная сила Зелёно-левой коалиции.
После местных выборов 2021 года в Загребе они стали крупнейшей политической партией в Городской скупщине Загреба, получив в общей сложности 23 места. Их кандидат в мэры Томислав Томашевич одержал убедительную победу во втором туре 31 мая. Кандидат от партии на пост президента Республики на выборах 2024 года Ивана Кекин набрала почти 9 % голосов.

## История
Партия возникла сначала как инициативный комитет, состоящий из 26 активистов и левых политиков — в основном выходцев из партии «Загреб НАШ!», но также и из других независимых движений того же политического и идеологического спектра со всей страны.

### Основание
Партия была официально основана 10 февраля 2019 года перед выборами в Европейский парламент, состоявшимися в том же году, заявив, что их основными сферами интересов являются лучшее образование, лучшая политика в области здравоохранения, социальное и гендерное равенство, поддержка мигрантов, возобновляемые источники. энергетики и устойчивого сельского хозяйства.
Учредительное собрание определило, что у партии нет официального президента, а вместо этого есть два координатора — из числа членов были избраны Сандра Бенчич и Теодор Целакоский — которые вместе с ещё пятью членами партии составляют её Правление партии. Среди других видных членов Инициативного комитета в то время, большинство из которых остаются активными, были Даниела Доленец, Дамир Бакич, Искра Мандарич, Джуро Капор, Урша Раукар, Вилим Матула, Дарио Юричан, Мима Симич, Иво Шпигель, Томислав Томашевич и другие.

### Выборы в Европарламент 2019 г.
Партии «Мы можем!», «Новые левые» и «Устойчивое развитие Хорватии» 28 марта 2019 г. сформировали коалицию для участия в выборах в Европейский парламент в 2019 г. где они должны были получить одно место. Они также заявили о своей поддержке «Зелёного нового курса», за который выступает Движение за демократию в Европе 2025 (DiEM25), и впоследствии их поддержал Янис Варуфакис . В итоге коалиция под руководством Можемо получила 1,79 % голосов избирателей и всего 19 313 голосов.

### Парламентские выборы 2020 г.

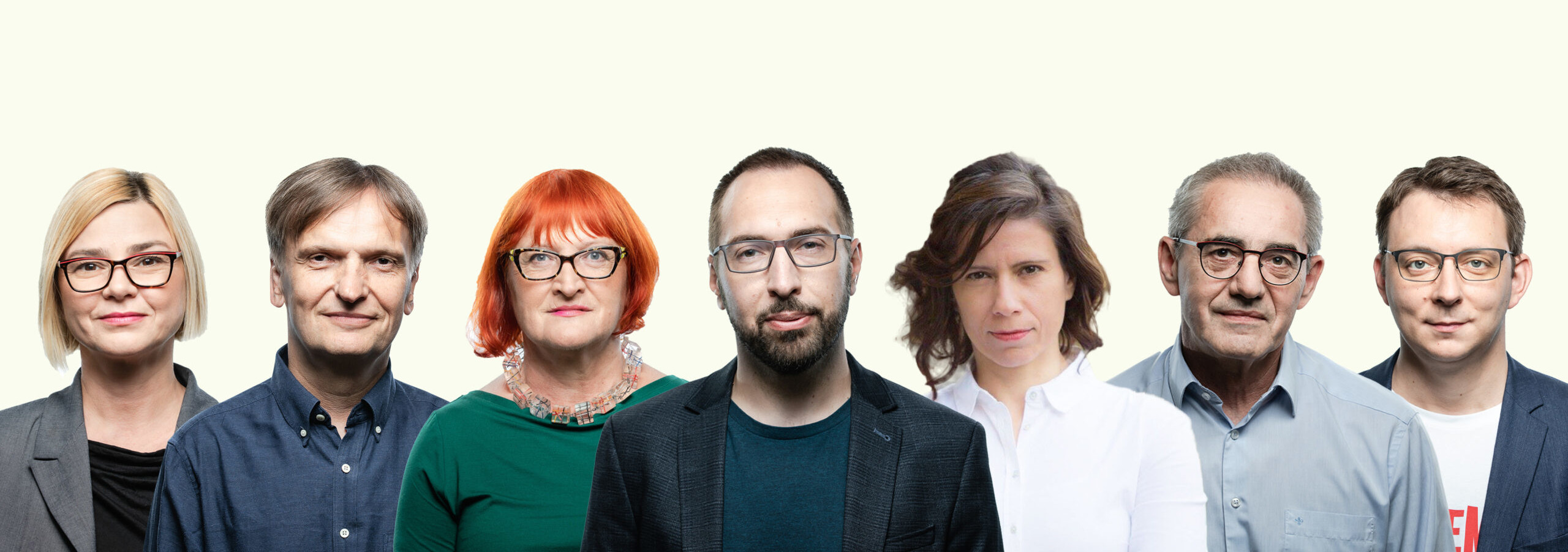
Депутаты Коалиции зелёных и левых, избранных на выборах 2020 года

Бывший член СДП, а затем независимый депутат Боян Главашевич присоединился к платформе в качестве первого независимого кандидата. В этот же период в партию вступили Майл Кекин, фронтмен панк-рок-группы «Хладно пиво» и его жена Ивана (параллельно возглавлявшая партию-союзницу «Новые левые»); позже он написал песню, которая использовалась для партийных кампаний. Джейн Фонда также выразила им поддержку на выборах. Во время этих выборов их популярность в Загребе выросла.
По итогам коалиция набрала около 7 % голосов и 7 мест в парламенте. Эти места заняли Томислав Томашевич, Сандра Бенчич, Дамир Бакич, Вилим Матула, Рада Борич, Катарина Пеович и Боян Главашевич. В Дубровнике им удалось набрать 9 % голосов избирателей.

### Местные выборы в Загребе, 2021 г.
На выборах в Загребе им удалось получить 40 % голосов избирателей и 23 места в городском собрании.

## Программа партии
Партия позиционирует себя как широкую и прогрессивную платформу, целью которой является привлечение членов и избирателей, которые резонируют с идеями по всему спектру левых ценностей, включая радикально левую политику, зелёную и устойчивую политику и демократический социализм. Предлагаемые модели развития направлены на сокращение нестандартных форм занятости, укрепление экономической демократии и укрепление профсоюзов, а также законных прав рабочих в целом.

## Результаты на выборах

### Парламент Хорватии
| Год  | Количество голосов (в коалиции) | % голосов избирателей | Общее количество мандатов | Изменение мест | Коалиция              | Правительство |
| ---- | ------------------------------- | --------------------- | ------------------------- | -------------- | --------------------- | ------------- |
| 2020 | 116 480                         | 6,99 %                | 4 из 151                  | Новая          | Зелёно-левая коалиция | В оппозиции   |

### Европейский парламент
| Год  | Количество голосов (в коалиции) | % голосов избирателей | Общее количество мандатов | Изменение мест | Коалиция              | Принадлежность |
| ---- | ------------------------------- | --------------------- | ------------------------- | -------------- | --------------------- | -------------- |
| 2019 | 19 313                          | 1,79 %                | 0 из 12                   | Новая          | Зелёно-левая коалиция | GUE-NGL        |

### Городская скупщина Загреба
| Год  | Количество голосов (в коалиции) | % голосов избирателей | Общее количество мандатов | Изменение мест | Коалиция              | Правительство |
| ---- | ------------------------------- | --------------------- | ------------------------- | -------------- | --------------------- | ------------- |
| 2021 | 130,850                         | 40.83 %               | 19 из 47                  | ▲ 16           | Зелёно-левая коалиция | Большинство   |